# Station Windermere
Windermere is een spoorwegstation van National Rail in Windermere, South Lakeland in Engeland. Het station is eigendom van Network Rail en wordt beheerd door First TransPennine Express. Het station is geopend in 1847.